# Cod ATC D03
Cod ATC D03 este o parte a Sistemului de clasificare Anatomo Terapeutico Chimică.
D Preparate dermatologice
D 03 Preparate pentru tratamentul rănilor și ulcerelor